# Mats Åkergren
Mats Åkergren ou Matti Åkergren (né le 12 septembre 1752 à Eräjärvi et mort le 20 mars 1839), est un architecte et constructeur d'églises finlandais. 

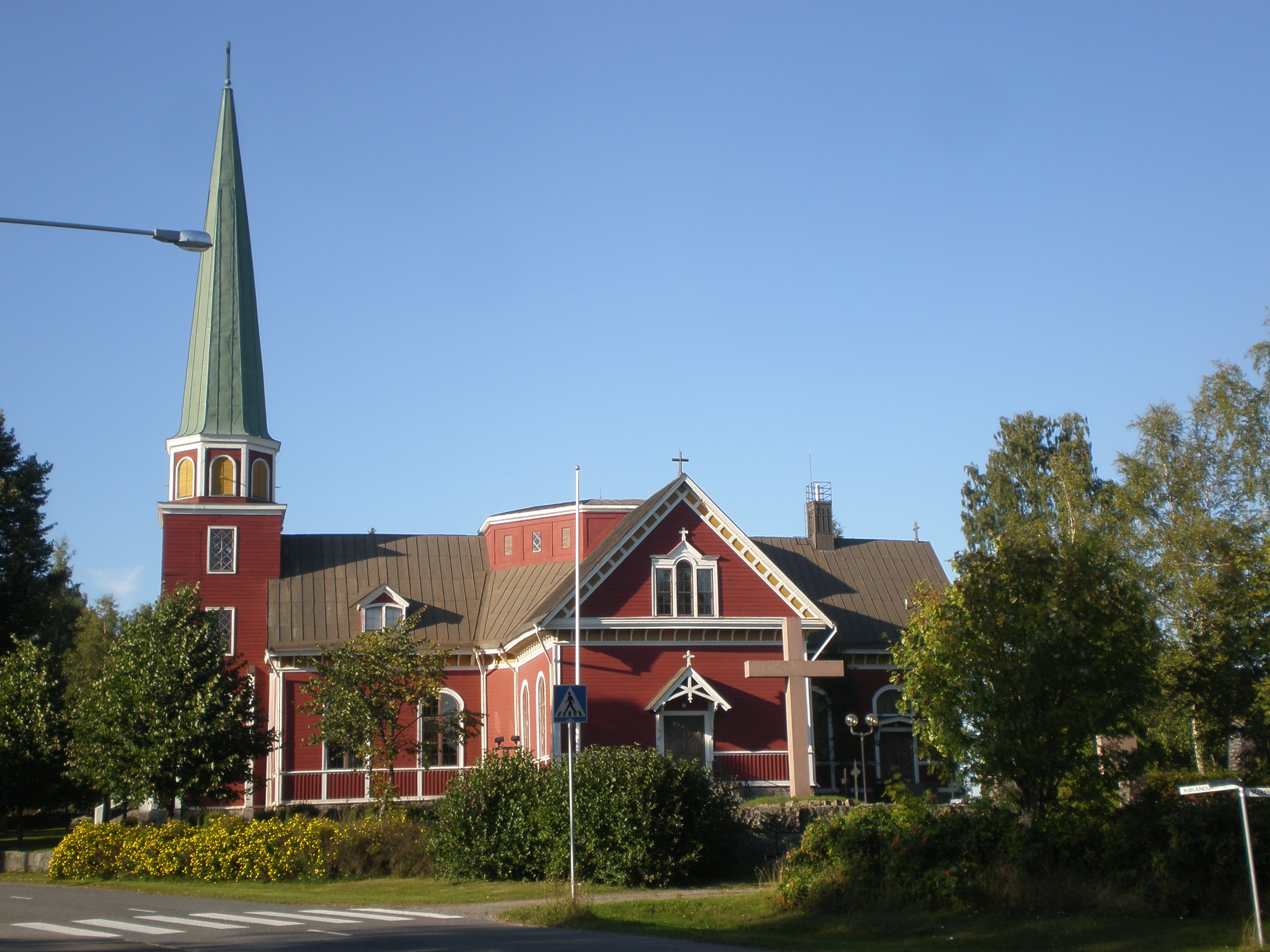
L'église de Kiikka à Sastamala.

## Ouvrages principaux

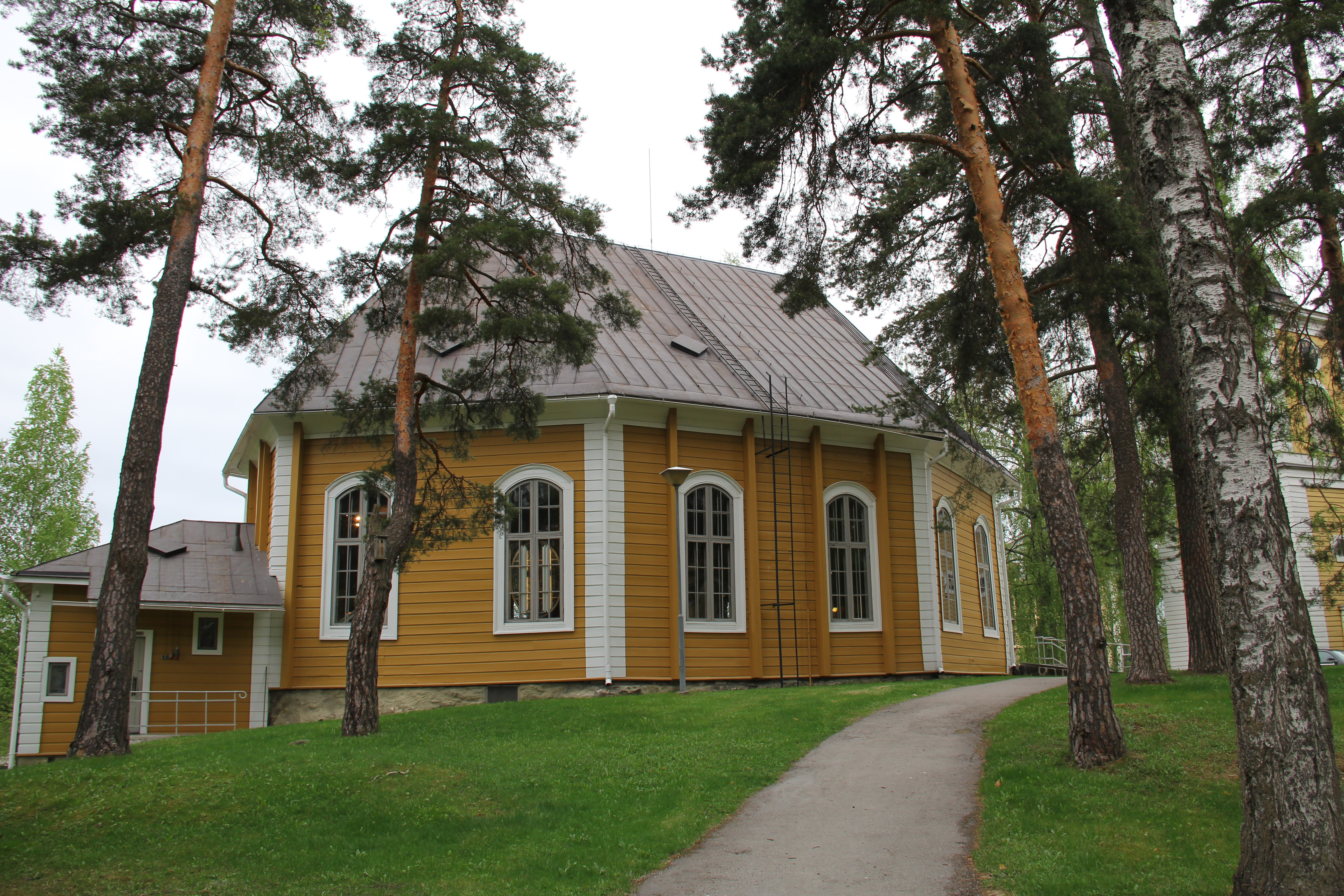
L'église de Heinola.

- 1795, Église de Nurmijärvi (clocher),
- 1796, Église de Multia ,
- 1800, Église de Askola ,
- 1803, Église de Myrskylä ,
- 1803, Église de Nastola ,
- 1807, Église de Kiikka ,
- 1811, Église de Heinola ,
- 1812, Église de Luopioinen
- 1814, Église de Pukkila ,
- 1821, Église de Eräjärvi.